# Consiglio dipartimentale della Senna e Marna
Il Consiglio dipartimentale della Senna e Marna (in francese Conseil départemental de Seine-et-Marne) è l'assemblea deliberativa del dipartimento francese della Senna e Marna. La sua sede è a Melun.
Le sue principali responsabilità, definite dal codice generale delle collettività territoriali, riguardano l'assistenza sociale, la viabilità dipartimentale e la gestione delle scuole superiori (ad eccezione del loro funzionamento didattico, che è di competenza dello Stato).
Il suo presidente è Jean-François Parigi (LR).

## Competenze
In Francia, il dipartimento è, ai sensi dell'articolo 72 della Costituzione , una collettività territoriale, cioè una personalità giuridica di diritto pubblico diversa dallo Stato.
Il dipartimento esercita i poteri determinati dal codice generale delle collettività territoriali.
Questo ente locale è amministrato dalla sua assemblea deliberativa, denominata consiglio dipartimentale dal 2015. L'assemblea dipartimentale elegge il suo presidente e i suoi vicepresidenti, nonché la commissione permanente. Attraverso le deliberazioni approvate, mette in esecuzione tutte le decisioni che riguardano l'ente locale, in particolare, determina le sue politiche pubbliche, vota il suo bilancio e le aliquote fiscali che riscuote.
Le competenze del dipartimento sono definite dal codice generale delle collettività territoriali e consistono essenzialmente nell'attuazione di "qualsiasi forma di assistenza o azione relativa alla prevenzione o alla gestione di situazioni di fragilità, allo sviluppo sociale, all'accoglienza dei minori e all'autonomia delle persone. Ad esso spetta Inoltre, facilitare l'accesso ai servizi pubblici di cui è responsabile.
Ha il compito di promuovere la solidarietà e la coesione territoriale all'interno del territorio dipartimentale, nel rispetto dell'integrità, dell'autonomia e delle responsabilità delle regioni e dei comuni".
Le politiche pubbliche del dipartimento riguardano in particolare: integrazione sociale, viabilità, ambiente, turismo, istruzione e infrastrutture comunali.

## Composizione
Il consiglio dipartimentale della Senna e Marna è composto da 46 consiglieri dipartimentali provenienti dai 23 cantoni della Senna e Marna.